# Ghana en los Juegos Olímpicos de Sídney 2000
Ghana estuvo representada en los Juegos Olímpicos de Sídney 2000 por un total de 22 deportistas que compitieron en 2 deportes.  
El portador de la bandera en la ceremonia de apertura fue el atleta Kennedy Osei. El equipo olímpico ghanés no obtuvo ninguna medalla en estos Juegos.